# Franz Resl
Franz Georg Resl (* 3. Mai 1883 in Linz; † 6. Jänner 1954 ebenda) war ein österreichischer Komiker, Unterhaltungskünstler und Schriftsteller.

## Leben
Franz Resl wurde am 3. Mai 1883 als Sohn des Wildbrethändlers Franz Res(e)l und dessen in Linz geborener Ehefrau Elisa (geborene Horninger) in Linz geboren und am 6. Mai 1883 auf den Namen Franz (Xav.) Georg getauft. Seine Großeltern mütterlicherseits waren der Maurer Georg Horninger und dessen Ehefrau Elise (geborene Diernhofer).
Am 24. September 1907 heiratete er in seiner Heimatpfarre die Tischlerstochter Anna Kaltenböck (* 22. Juli 1882 in Linz).
Von 1902 bis 1923 war er Beamter bei der Österreichischen Bundesbahn. Resl war ab 1933 illegales Mitglied der NSDAP, er beantragte am 21. Mai 1938 die reguläre Aufnahme in die Partei und wurde rückwirkend zum 1. Mai desselben Jahres aufgenommen (Mitgliedsnummer 6.374.665).
Resl schrieb auch humoristische Texte, welche sehr populär wurden.
Seine Grabstätte befindet sich auf dem St. Barbara-Friedhof in Linz.

## NS-Vergangenheit → Umbenennung von Straßen
- In der Linzer Straßennamenuntersuchung[6] wurde Franz Resl 2022 in die Kategorie der am schwersten belasteten Personen eingestuft. Als Begründung wurde angeführt: „Resl vertrat als NS-Propagandist einen radikalen Antisemitismus und war als Ratsherr Teil der nationalsozialistischen Linzer Stadtverwaltung.“[7] Am 2. März 2023 erfolgte durch Beschluss des Linzer Stadtsenats die Umbenennung des Linzer Reslwegs in Meinhartweg.[8]
- In Braunau am Inn wurde 2025 die Franz-Resl-Straße zugleich mit der Josef-Reiter-Straße umbenannt.[9]

## Werke (Auswahl)
- Da is amal... da san amal... da hat amal. 99 lustige G’schichten aus meinem Schmierbüch’l, 6 Bände, Verlag Ludwig Bauer (F. Winter’s Buchhandlung), Linz 1924–1932. (mehrere Auflagen bis in die 1960er und 1970er: z. B. in der Buchgemeinschaft Donauland, Wien 1963 oder im Verlag Welsermühl, Wels 1978.)
- Lachendes Land und lachende Leut’. Das Bergland-Buch, Salzburg 1932.
- Aus meiner fröhlichen Werkstatt. Das Bergland-Buch, Salzburg 1934.
- Humor im Alltag. Das Bergland-Buch, Salzburg 1936.
- Was mir der Tag so bringt. Das Bergland-Buch, Salzburg 1939.
- Der unheilbare Optimist. Das Bergland-Buch, Salzburg 1950.